# Parasympatiska nervsystemet
Parasympatiska nervsystemet utgör tillsammans med det sympatiska nervsystemet det autonoma nervsystemet. Förenklat kan det sägas att parasympatiska nervsystemet aktiveras när kroppen är i vila, och inte stressad. 
En aktivering av det parasympatiska nervsystemet innebär att:
- Hjärtverksamheten minskar
- Blodtrycket sjunker
- Nivån av stresshormoner sjunker och "må-bra"-hormonet oxytocin ökar
- Matspjälkningsapparaten stimuleras
- Kroppens läkningsprocesser förbättras

Det parasympatiska systemet slås bäst på vid sömn.